# TVP Gorzów Wielkopolski
TVP Gorzów Wielkopolski ist eine regionale Niederlassung der Telewizja Polska für die Woiwodschaft Lebus, die an alle Programmen der TVP regionale Beiträge liefert. Sie hat ihren Sitz in Gorzów Wielkopolski in der ul. Kombatantów 34 und ein Regionalstudio in Zielona Góra.

## ProgrammfensterTVP3 Gorzów Wielkopolski
TVP3 Gorzów Wielkopolski ist das regionale Programmfenster, das auf TVP3 ausgestrahlt wird. Bis zum 31. August 2013 wurden die Regionalfenster der 16 regionalen Sender auf TVP Info ausgestrahlt. Seit dem 1. September werden diese 18 Stunden lang auf dem Sender TVP3 ausgestrahlt.
Über aktuelle Ereignisse in der Region berichtet die Hauptnachrichtensendung Informacje Lubuskie (dt. Lebuser Informationen).

Logo bis zum 31. August 2013
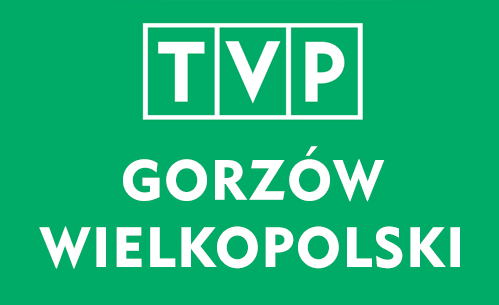
Logo vom 1. September 2013 bis 2016
Aktuelles Logo seit 2016

## Weblink
- Offizielle Seite (polnisch)